# Prússia Ocidental
Prússia Ocidental (em alemão:  Westpreußen; em polonês/polaco:  Prusy Zachodnie) foi uma província do Reino da Prússia de 1773 a 1829 e de 1878 a 1922, que foi criada a partir da província polaca da Prússia Real. Depois de 1918, a sua região central converteu-se no Corredor polaco e na Cidade Livre de Danzig, enquanto que as regiões que permaneceram com a República de Weimar se converteram na nova Prússia Posnânia Ocidental ou se uniram à Prússia Oriental, como a Regierungsbezirk Prússia Ocidental. O território foi incluído no interior do Reichsgau Danzig-Prússia Ocidental de 1939 a 1945, e depois converteu-se em parte da Polónia. Na atualidade, o território da ex-Prússia Ocidental está dividido entre a voivodia da Pomerânia e a voivodia da Cujávia-Pomerânia na Polónia.
O nome Prússia Ocidental também é utilizado como nome geral para a região no contexto histórico que abarca do século XIII até 1945. Habitada pelos Prussianos e pelos pomerânios durante a Idade Média, a população da Prússia Ocidental misturou-se ao longo dos séculos com as imigrações de alemães, polacos, eslovíncios, cassubianos, huguenotes, menonitas e escoceses, entre outros.